# GB D 3/3
A GD 3/3 egy telített gőzű szerkocsis gőzmozdonysorozat volt a Gotthardbahnnál, melyet négy sorozatban szereztek be 1874 és 1895 között. Amikor a Schweizerische Bundesbahnen-hez kerültek a 3441-3483 pályaszámokat kapták.

## Első sorozat Nr. 41–46

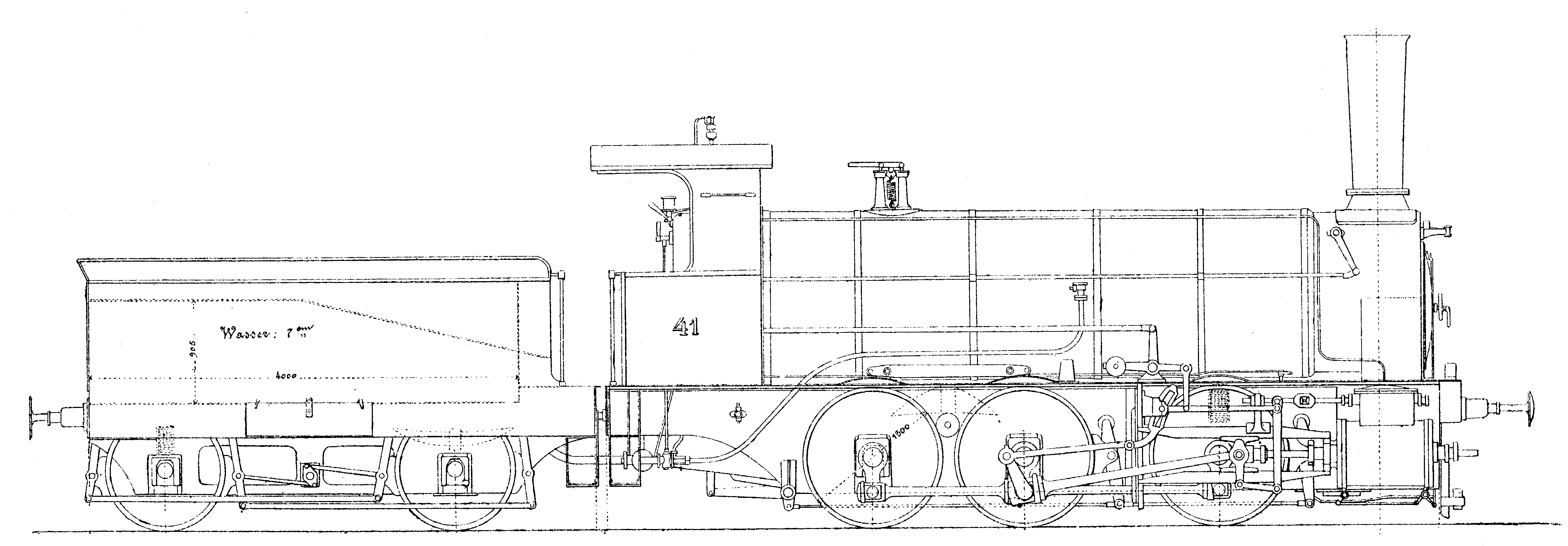
Lokomotiven Nr. 41–46

Gotthardbahn a Tessinischen Talbahnon tehervonatok továbbítására rendelt 6 db 3 kapcsolt kerékpárú kéttengelyes szerkocsis mozdonyt. A 41-44 pályaszámúakat a müncheni Krauss Mozdonygyár a 45 és 46 pályaszámúakat pedig Karlsruhei Mozdonygyár szállította. A mozdonyok megegyeztek aKoechlinMühlhausenben a Ouest Suisse, a Jura bernois és a Schweizerische Centralbahn részére gyártott un. Bourbonnais, de annál nehezebbek és erősebbek voltak

## Utánépített sorozat Nr. 51–83

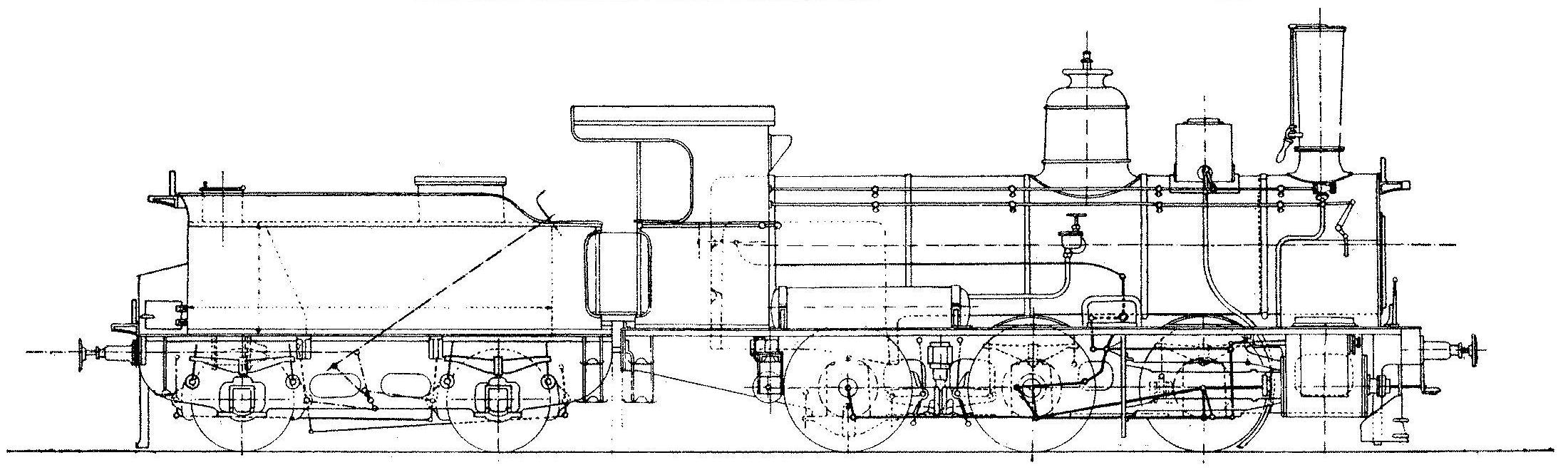
Lokomotiven Nr. 67–78

Az 1882-ben megnyitott Gotthard és a Monte Ceneri közötti hegyi pályára  az Esslingeni Gépgyár egy  második, erősebb 3/3 sorozatú mozdonyt szállított. Ezek nagyrészt megegyeztek az Esslingenben én a Winterthurnál gyártott  ekkor gyártott Mogul-szerkocsis mozdonnyal Ec 3/4 81–92.A kazán és a gépezet  méretei megegyeztek, így egyforma alkatrészeket lehetett használni.
1890 és 1895 között a Schweizerische Lokomotiv- und Maschinenfabrik (SLM) Winterthurban két további sorozatot épített 67–83 pályaszámokkal az Esslingeri gépeknél még erősebbeket.

### A Nr. 83 átépítése
A Nr. 83 pályaszámú mozdony 1906-ban mit új hengereket, Lenz típusú szelepes vezérlést kapott, a kazánba pedig egy Pielock rendszerű gőzszárítót kapott.

## D 3/3mozdonyok aMÁV-nál
A MÁV 1917-ben megvásárolta az SSB-től az SSB 3453, 3456, 3459, 3461, 3462 pályaszámú mozdonyokat és a 324,201-205 pályaszámokat kapták.

### A MÁV mozdonyok további sorsa
A 324,201, 324,302, 324,205 az I. világháború után a CFR-hez került MÁV pályaszámait megtartva,a 324.204 a ČSD-hez ČSD 324.403 pályaszámmal
A sorozatból megmaradt egyetlen  MÁV mozdonyt a 324,203 pályaszámút, 1923-ban selejtezték

## Típusadatok
| GB D 3/3 | GB D 3/3                                                | GB D 3/3                                                | GB D 3/3                                                | GB D 3/3                                                | GB D 3/3                                                | GB D 3/3                                                |
| --- | ------------------------------------------------------- | ------------------------------------------------------- | ------------------------------------------------------- | ------------------------------------------------------- | ------------------------------------------------------- | ------------------------------------------------------- |
| Sorozatszám: | D 3/3                                                   | D 3/3                                                   | D 3/3                                                   | D 3/3                                                   | D 3/3                                                   | D 3/3                                                   |
| Pályaszám: | 41–46                                                   | 41, 42, 45 2. Kessel                                    | 51–66                                                   | 67–78                                                   | 79–83                                                   | 83 nach 1906                                            |
| Darabszám: | 6                                                       | (3)                                                     | 16                                                      | 12                                                      | 5                                                       | (1)                                                     |
| Gyártó: | 41–44: Krauss & Co. 45–46: Karlsruhe1                   | 41–44: Krauss & Co. 45–46: Karlsruhe1                   | Esslingen                                               | SLM                                                     | SLM                                                     | SLM                                                     |
| Baujahr(e): | 1874–1876                                               | (1892, 1893, 1891)                                      | 1881–82                                                 | 1890–1893                                               | 1895                                                    | (1906)                                                  |
| Ausmusterung: | 1906–1912                                               | 1906–1912                                               | 1912–1925                                               | 1912–1925                                               | 1912–1925                                               | 1912–1925                                               |
| Jelleg: | C 2n                                                    | C 2n                                                    | C 2n                                                    | C 2n                                                    | C 2n                                                    | C 2n                                                    |
| Nyomtávolság: | 1435 mm                                                 | 1435 mm                                                 | 1435 mm                                                 | 1435 mm                                                 | 1435 mm                                                 | 1435 mm                                                 |
| Ütközők közötti hossz: | 13897 mm                                                | 13897 mm                                                | 14615 mm                                                | 14740 mm                                                | 14755 mm                                                | 14755 mm                                                |
| Merev tengelytávolság: | 3200 mm                                                 | 3200 mm                                                 | 3670 mm                                                 | 3770 mm                                                 | 3770 mm                                                 | 3770 mm                                                 |
| Üres tömeg: | 32,8 t                                                  | 32,8 t                                                  | 36,1 t                                                  | 41,7 t                                                  | 42,8 t                                                  | 42,8 t                                                  |
| Szolgálati- és tapadási tömeg: | 37,8 t                                                  | 37,8 t                                                  | 43,9 t                                                  | 46,8 t                                                  | 47,7 t                                                  | 47,7 t                                                  |
| Tengelyterhelés: | 9,5 t                                                   | 9,5 t                                                   | 11 t                                                    | 11,7 t                                                  | 11,9 t                                                  | 11,9 t                                                  |
| Legnagyobb sebesség: | 55 km/h                                                 | 55 km/h                                                 | 55 km/h                                                 | 55 km/h                                                 | 55 km/h                                                 | 55 km/h                                                 |
| Hajtókerékátmérő: | 1330 mm                                                 | 1330 mm                                                 | 1330 mm                                                 | 1330 mm                                                 | 1330 mm                                                 | 1330 mm                                                 |
| Hengerek száma: | 2                                                       | 2                                                       | 2                                                       | 2                                                       | 2                                                       | 2                                                       |
| Hengerátmérő: | 480 mm                                                  | 480 mm                                                  | 480 mm                                                  | 480 mm                                                  | 480 mm                                                  | 480 mm                                                  |
| Dugattyú lökethossza: | 640 mm                                                  | 640 mm                                                  | 640 mm                                                  | 640 mm                                                  | 640 mm                                                  | 640 mm                                                  |
| Kazánnyomás: | 10 atm                                                  | 10 atm                                                  | 10 atm                                                  | 10 atm                                                  | 12 atm                                                  | 12 atm                                                  |
| Indikált teljesítmény: |                                                         |                                                         | 600 PS                                                  | 600 PS                                                  | 600 PS                                                  | 600 PS                                                  |
| Vízkészlet: | 7,0 m³                                                  | 7,0 m³                                                  | 8,5 m³                                                  | 8,5 m³                                                  | 8,5 m³                                                  | 8,5 m³                                                  |
| Tüzelőanyagkészlet: | 4,5 t                                                   | 4,5 t                                                   | 4,5 t                                                   | 4,8 t                                                   | 4,8 t                                                   | 4,8 t                                                   |
| Fék: | Orsófék, Ellennyomás fék, ab 1895 Westinghouse-Duplafék | Orsófék, Ellennyomás fék, ab 1895 Westinghouse-Duplafék | Orsófék, Ellennyomás fék, ab 1895 Westinghouse-Duplafék | Orsófék, Ellennyomás fék, ab 1895 Westinghouse-Duplafék | Orsófék, Ellennyomás fék, ab 1895 Westinghouse-Duplafék | Orsófék, Ellennyomás fék, ab 1895 Westinghouse-Duplafék |
| Jellegzetesség: |                                                         |                                                         | 2                                                       |                                                         |                                                         | 3                                                       |
| Megjegyzés 1 2. Kessel von SLM 2 Eredetileg valamennyi mozdonyon nem automata Hardy-Vakuumfék Nr. 62–66 1886/87 automatikus Clayton-Vakuumfékkel felszerelve. 1888–89-es átépítéskor valamennyi mozdony Westinghouse-Duplafék-vel, légsűrítővel lett felszerelve. 3 Új henger, Lentz-Ventilsteuerung, a kazánba Pielock rendszerű gőzszárító |                                                         |                                                         |                                                         |                                                         |                                                         |                                                         |

## Képek

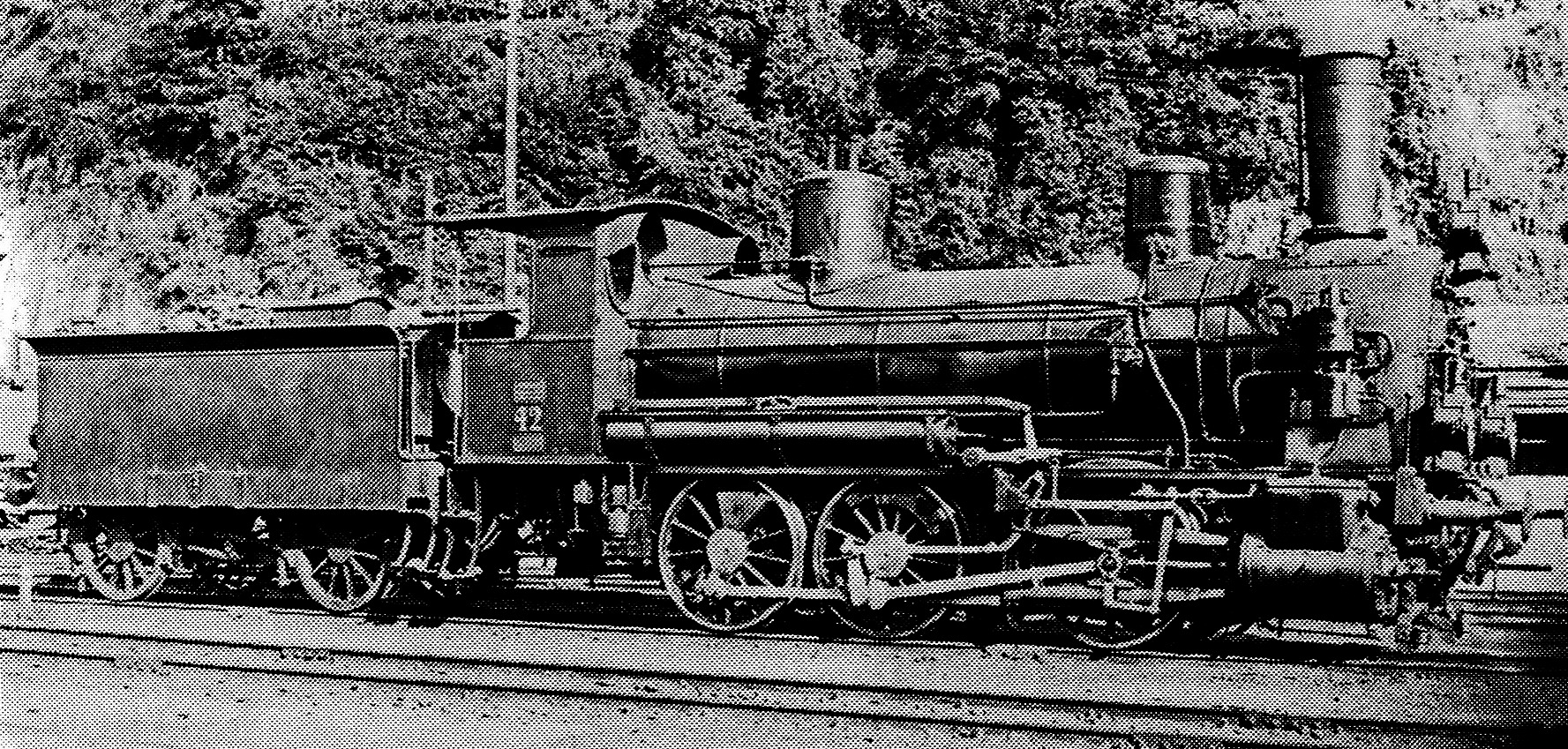
D 3/3 Nr. 42 für a Tessiner Talbahnen szolgált, építette a Krauss Münchenben 1874-ben
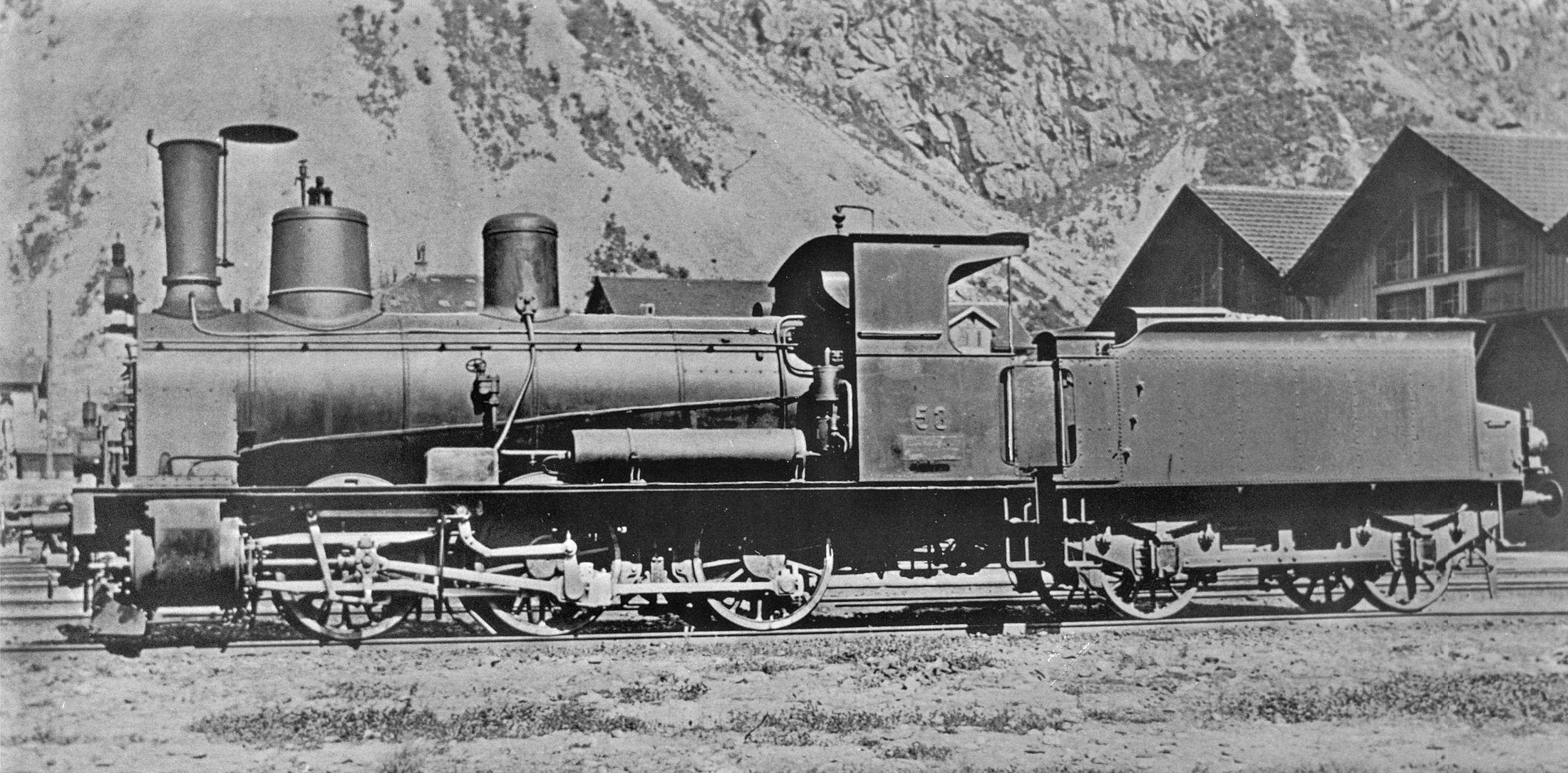
Lok Nr. 53 für Bergstrecken,készült 1881-ben a Kesslernél  Esslingenben, az Erstfeld mozdonyszin elött
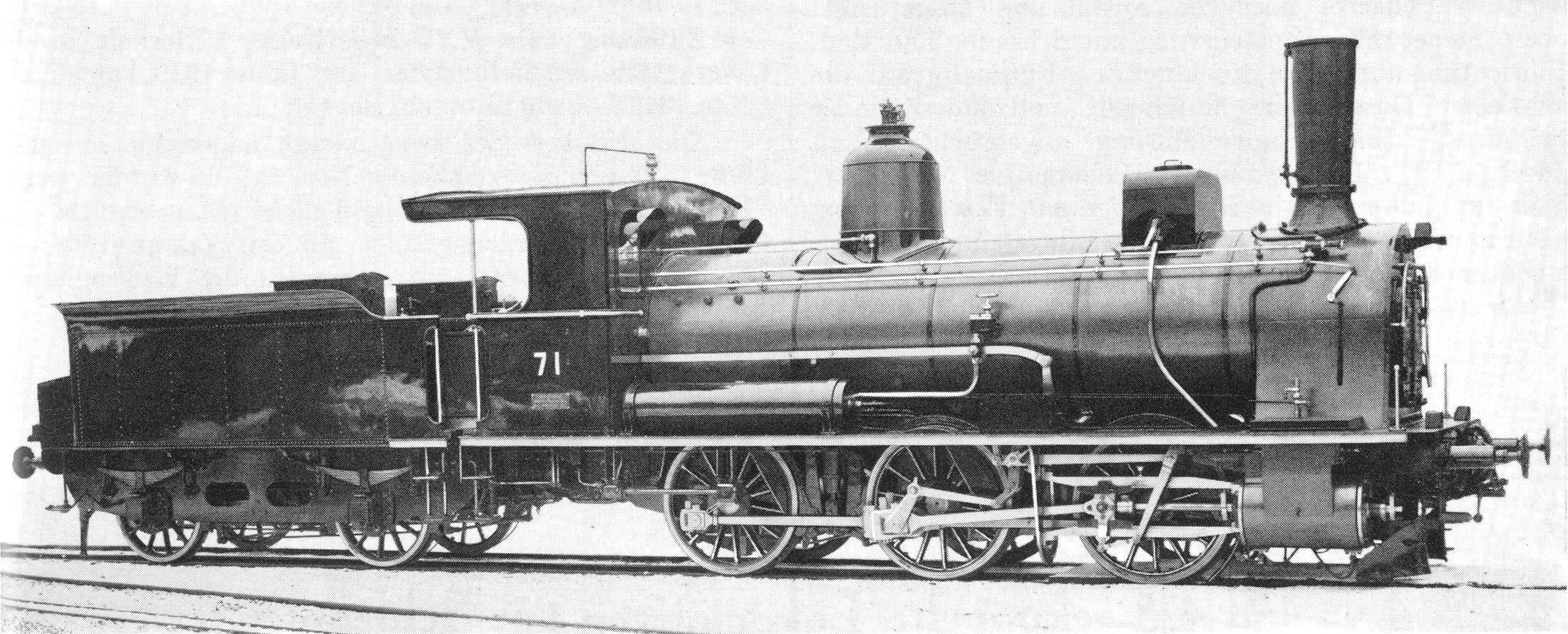
A Nr. 71 pályaszámú mozdony, épült 1891-ben az SLM Winterthuri mozdonygyárában
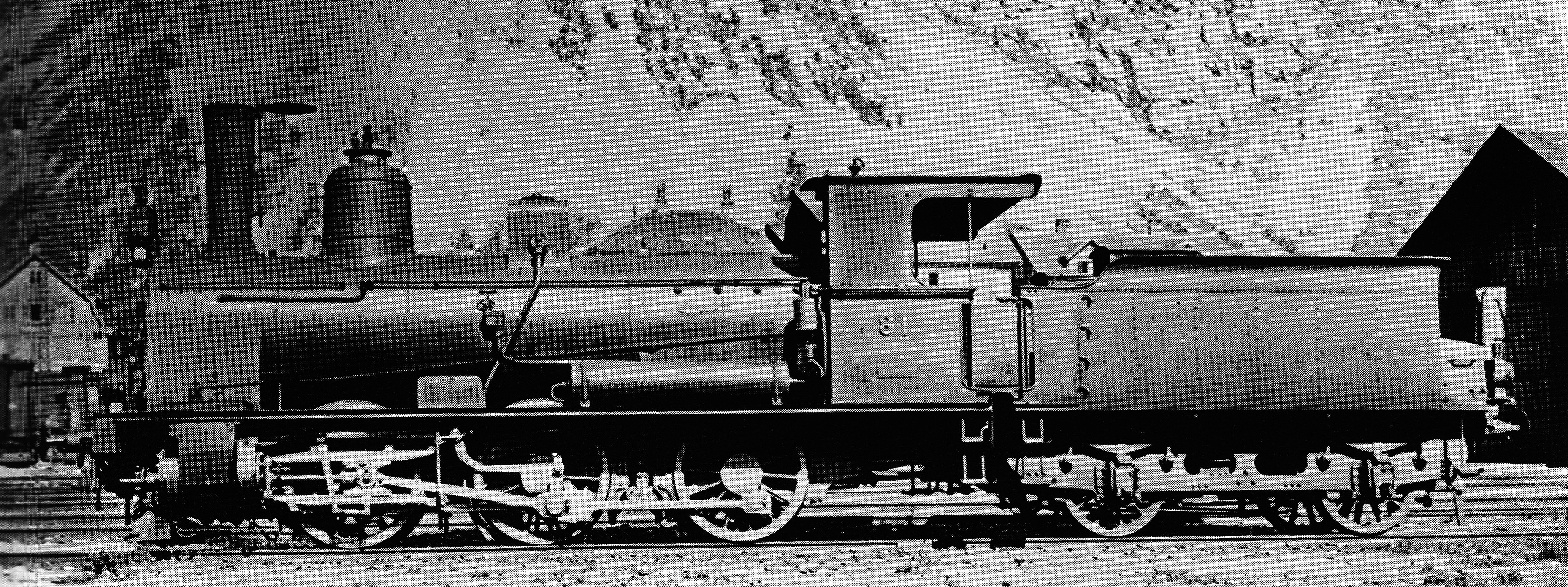
D 3/3 Nr. 81, készült 1895-ben a SLM-nél
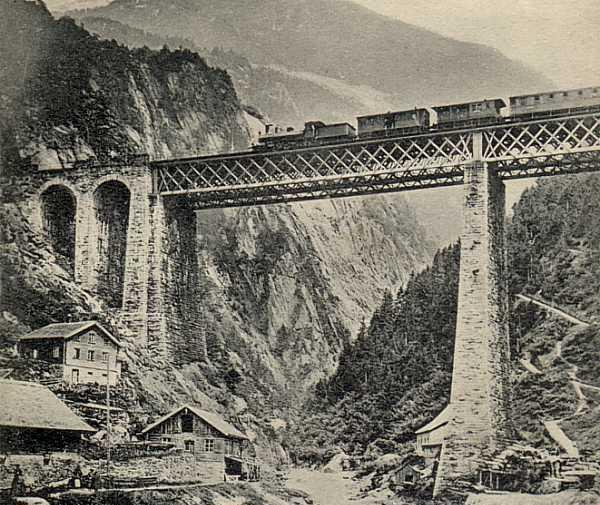
Vonat D 3/3 mozdonnyal a Chärstelenbach-Viadukton  Amsteg-ben

## Fordítás
- Ez a szócikk részben vagy egészben a GB D 3/3 című német Wikipédia-szócikk ezen változatának fordításán alapul.  Az eredeti cikk szerkesztőit annak laptörténete sorolja fel. Ez a jelzés csupán a megfogalmazás eredetét és a szerzői jogokat jelzi, nem szolgál a cikkben szereplő információk forrásmegjelöléseként.